# Wychowawca (czasopismo)
Wychowawca – miesięcznik wydawany od 1993 roku w Krakowie. 
Miesięcznik adresowany jest do nauczycieli i wychowawców katolickich. Posiada też swoją witrynę internetową. Wydawcą jest Fundacja Źródło z Krakowa. Redaktorem naczelnym czasopisma jest Józef Winiarski. Tematyka jaką porusza Wychowawca obraca się wokół systemu wartości we współczesnym świecie, dotyczące profilaktyki uzależnień, zawiera także programy wychowawczo-patriotyczne oraz scenariusze uroczystości szkolnych.